# آفومومیرمکس
آفومومیرمکس (نام علمی: Aphomomyrmex) نام یک سرده از تیره مورچه است. این گونه شباهت نزدیکی با گونه پتالومیرمکس دارد.